# Монтелюпі (в'язниця)

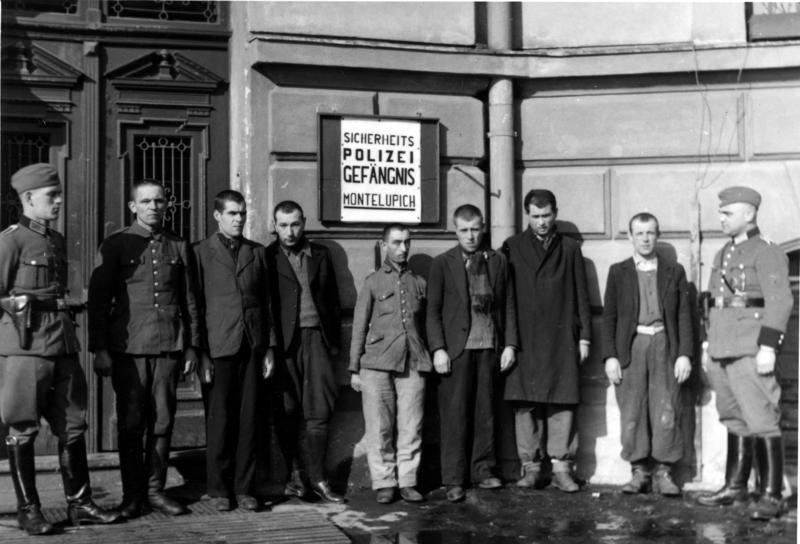
В'язні Монтелюпіх, осінь 1939 після окупації Польщі військами Третього Рейху

50°04′27″ пн. ш. 19°56′23″ сх. д. / 50.07419444° пн. ш. 19.93986111° сх. д.
В'язниця Монтелюпі — колишня нацистська, а згодом і радянська в'язниця у Кракові, розташована на однойменній вулиці.  Відома тим, що під час Другої світової війни в будівлі знаходилася в'язниця Гестапо, а після війни — НКВС. На даний час (2021 р.) у будівлі розміщений Краківський Слідчий Арешт (Areszt Śledczy Kraków).

## Історія
Початково збудований не як в'язниця будинок був маєтком родини Монтелюпі (іт. Palazzo Montelupi). Ця італійська родина купців була відома тим, що запровадила перші поштові офіційні послуги в Польщі на потреби королівського двору Сигізмунда III Вази. Від назви маєтку походить назва вулиці на якій він стоїть. Саме з подвір'я цього маєтку 1558 р. до Венеції відправився перший офіційний міжнародний поштовий екіпаж Речі Посполитої.
Під час австрійського господарювання будівля використовувалась, як військові казарми. В 1905 році австро-угорська військова управа розмістила там свій суд, перенісши його з Вавеля, а згодом обладнала в'язницю.

## Під час Другої світової війни
Від початку окупації Кракова в будівлі функціонувала нацистська поліцейська в'язниця підпорядкована Гестапо. Монтелюпі була визнана «однією з найстрашніших нацистських в'язниць в окупованій Польщі». У 1940—1944 рр. за ґратами Монтелюпі побувало близько 50 000 осіб. Окрім місцевих жителів, яких було спіймано під час вуличних облав, званих в народі «лапанками», у в'язниці утримували також британських та радянських шпигунів, затриманих парашутистів «тихотемних» і навіть звичайних кримінальних злочинців. Окрім вже перелічених груп в Монтелюпі відвезли затриманих професорів Ягеллонського університету, яких нацистські спецслужби заарештували в результаті акції Sonderaktion Krakau. Ціллю даної акції було придушення діяльності краківської інтелігенції. В часи війни тут відбувались масові розстріли в'язнів. Утримуваних у Монетлюпі арештованих страчували не тільки на території закладу. Більшість затриманих, після допитів, були перевезені в концтабори Аушвіц та Плашув.
Частину в'язнів страчували на околицях Кракова в селі Подленже та колишньому артилерійському форті 49 «Кшеславіце».
Публічна страта людей вивезених з в'язниці Монтелюпі в село Подленже відбулася 2 лютого 1944 року. Дана екзекуція була помстою нацистів за невдалий замах на поїзд генерал-губернатора Ганса Франка, який їхав з Кракова до Львова. Замах було вчинено 29 січня партизанами Армії Крайової з підрозділу «Блискавиця». За наказом шефа поліції та командира СС Вільгельма Коппе, члени Гестапо, СС та Поліції Порядку стратили 100 осіб.
29 січня 1944 року чергова показова екзекуція двадцяти одного солдата Армії Крайової, раніше утримуваних в Монтелюпі, відбулася в селі Полкіни. Дана акція була помстою за вбивство партизанами в цій місцевості двох поліцаїв кількома днями раніше — 19 січня 1944 року.
Наймасовіші страти людей з в'язниці Монтелюпі відбувалися на пагорбі біля сучасної вулиці вул. Камедульська-Гліннік, Краків, де функціонери СС і Гестапо розстріляли до 1000 людей.
Окрім того в Монтелюпі утримували членів ОУН, зокрема Василя Бандеру, перед тим як відправити в концтабір Аушвіц.

## Місце комуністичного терору
Після 1945 р. у будівлі розміщувалася центральна карально-слідча в'язниця міністерства громадської безпеки Польщі та НКВС, через яку пройшло кілька тисяч польських солдатів, в основному з Армії Крайової та СіН, деякі з яких були депортовані вглиб СРСР, переважно в Сибір. У в'язниці в кінці 40-х років минулого століття були виконані смертні вироки засудженому у першому судовому Освенцімському процесі персоналу нацистського концтабору Аушвіц-Біркенау.

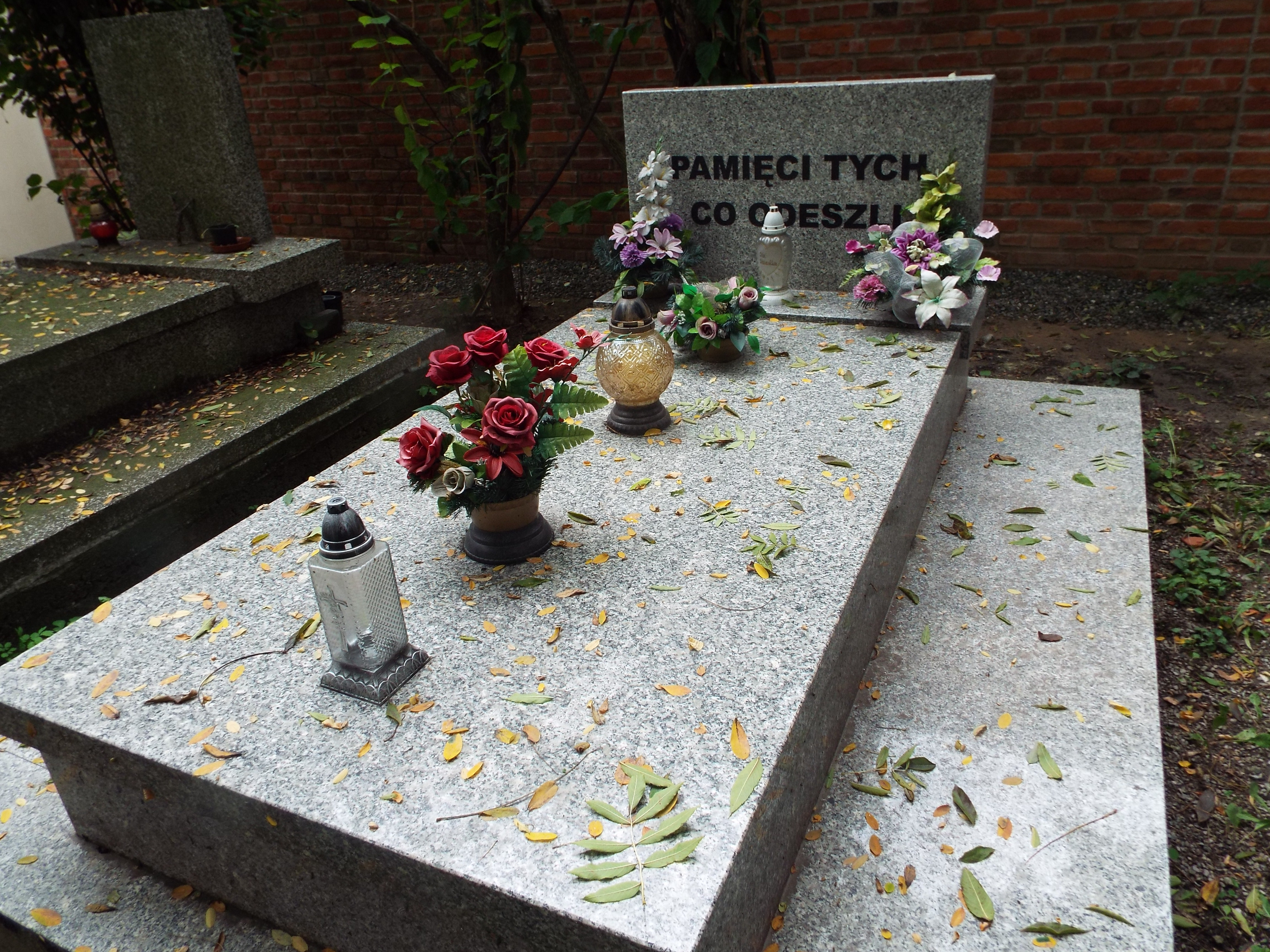
Безіменна могила з написом «Пам’яті тих, що відійшли», де спочивають ексгумовані рештки розстріляних в Монтелюпі українців. Краків. Раковицький цвинтар. Фото 2021 р.

До в'язниці Монтелюпі було перевезено щонайменше 560 осіб з табору в Явожні. Тут їх чекав суд, а частину розстріл. В 2019 р. Євген Місило ідентифікував розміщення поховань українців-в’язнів концтабору Явожно, які були визнані особливо небезпечними і розстріляні у краківській в’язниці Монтелюпі. Знайдено могили 49 страчених на Раковицькому цвинтарі і на військовому цвинтарі по вул. Прандоти (ul. Prandoty). У більшості випадків останки в’язнів табору не були усунуті з могил і вони повинні знаходитися там надалі, під новими похованнями.
Тільки у трьох встановлених Є. Мисило досі випадках (Василь Бушкевич, Стефан Лісєчко і Антоній Войтко), останки було ексгумовано і перенесено до новозбудованої крипти в дільниці XXIX (50.074382, 19.947199 [Архівовано 25 вересня 2021 у Wayback Machine.]). До сьогодні вціліла могила 4 в’язнів Явожна розстріляних на Монтелюпіх 6 серпня 1947 р.: поле LXXV – ряд 11 – поховання 16: Іван Дубик (Dubik Jan), син Івана і Катерини, народжений 20.01.1901 р. в Кречкові, Перемишльський повіт; Дзівік Роман (Dziwik Roman), син Івана і Марії, народився 12.01.1911 р. у Володжу, пов. Березів; Котлярчик Микола (Kotlarczyk Mikołaj), син Павла і Софії, народжений 6.05.1924 р. в Гронжовій, Перемишльський повіт; Мачишин Микола (Maczyszyn Mikołaj), син Семена та Ядвиги, народжений 6.12.1911 р. в Гронжовій. Усі розстріляні у в’язниці Монтелюпі 6.08.1947 р. Дата поховання: 7.08.1947 р. Координати поховання 50.077219, 19.949978 [Архівовано 25 вересня 2021 у Wayback Machine.] [Архівовано 25 вересня 2021 у Wayback Machine.].

## Сучасний статус

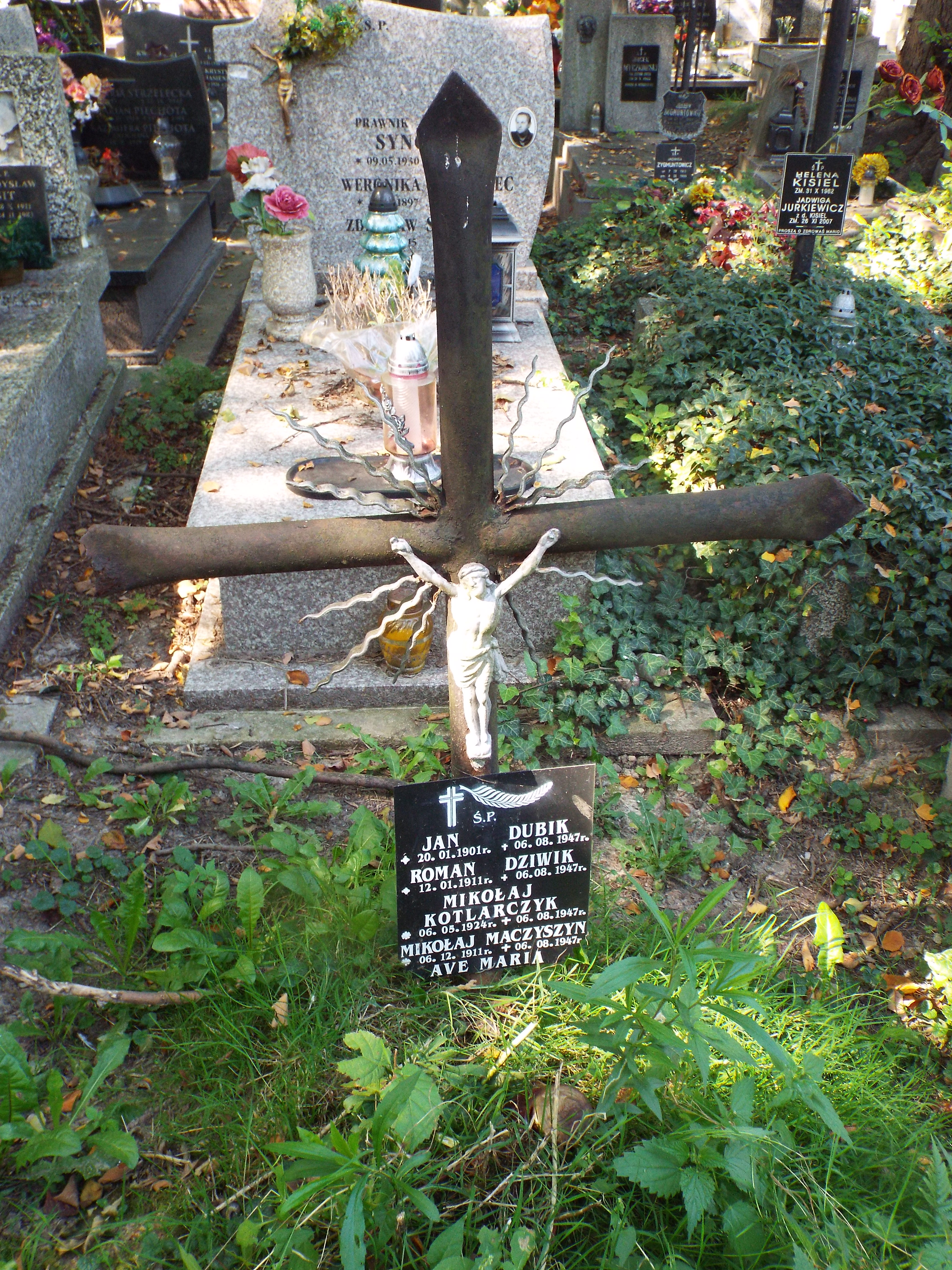
Могила 4 в’язнів Явожна розстріляних у Монтелюпі 6 серпня 1947 р. Краків, Раковицький цвинтар. Фото 2021 р.

Мученицька загибель поляків, ув'язнених і вбитих нацистами та офіцерами прокомуністичного Управління безпеки 1945 року, була вшанована після 1990 року у Варшаві на Могилі невідомого солдата написом на одній з таблиць: "MONTELUPICH / BRYGIDKI / ZAMEK LUBELSKI / 1939—1945".
Сьогодні карний заклад оточений високим муром і займає площу 1га. На території знаходяться 8 будинків. Два з них були побудовані в 1880—1890 роках, зараз це в'язниця і медичний пункт. Будинки занесені до реєстру історичних пам'яток, були реконструйовані в 1970-х роках. Інші шість зведені в 50-60 -х рр. XX століття використовують в адміністративних цілях.
21 квітня 1988 року тут було страчено Станіслава Чабанського. Це був останній смертний вирок через повішання, виконаний у Польщі.
Незважаючи на те, що будівлю офіційно визнано історичною пам'яткою і місцем мученицької смерті, будинок продовжує експлуатуватися донині, як поєднання слідчого ізолятора та звичайної виправної установи Адміністрацією В'язниць Польщі (Służba Więzienna), підрозділом польського Міністерства Юстиції. Нинішня його офіційна назва — Areszt Śledczy w Krakowie.